# Johann II. (Portugal)

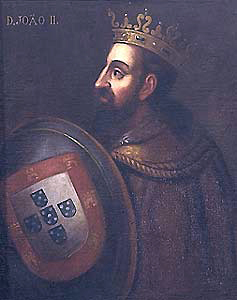
König Johann II. von Portugal

Johann II. (portugiesisch Dom João II; * 3. Mai 1455 in Lissabon; † 25. Oktober 1495 in Alvor) aus dem Hause Avis war der dreizehnte König von Portugal. Er ist auch bekannt unter den Beinamen „der vollkommene Fürst“ (portugiesisch o Principe Perfeito) und „der Strenge“.

## Biografie
Johann II. wurde als Sohn König Alfons V. und dessen erster Gemahlin Isabel von Portugal geboren. Nach dem Tod seines Vaters bestieg er 1481 den portugiesischen Thron.

### Konsolidierung der Macht
König Johann war möglicherweise von der kastilischen und französischen Politik beeinflusst wurden, die vorgab, dass sich die Macht des Reiches in der Person des Königs zentralisierte. Aufgrund dieser führte er einen gefährlichen Kampf gegen den Adel um die Königsmacht, die unter seinen Vorgängern geschwächt worden war. Dieser skrupellos und rasch geführte Krieg führte zu einem triumphalen Sieg. Die großen Feudalherren mussten einen in ihren Augen erniedrigen Treueschwur leisten. Auf Bitten des Volkes ergriff er in den Cortes (1481) Maßnahmen, welche die feudalistischen Privilegien des Adels stark bedrohten. So wurde den Adligen das Recht genommen, in ihren Domänen selbst die Gerichtsbarkeit auszuüben.
In den Jahren 1483 bis 1484 antworteten die Adligen auf diese Maßnahmen mit einer Verschwörung, bei der auch Kastilier beteiligt waren. Der König schlug erbarmungslos zurück. Der Hauptdrahtzieher des Komplotts, der Herzog von Braganza, war dem König jedoch schon bekannt. Der Herzog wurde sofort verurteilt und geköpft. Die anderen verdächtigen Führer bekannten sich zu ihren Taten oder flohen aus dem Land, um nicht dasselbe Schicksal zu erleiden. Die mächtigste Feudalfamilie war der König nun los. Ihre Besitztümer gingen sofort in den Besitz der Krone über und der König hob all ihre Titel auf. Nachdem der Herzog von Braganza vernichtet wurde, richtete sich das Augenmerk des Königs auf den zweiten Feudalherrn des Königreichs, den Herzog von Viseu. Der Herzog war ein Schwager und Vetter des Monarchen. Eine weitere Verschwörung durch diesen konnte aufgrund der unvorsichtigen Planung des Herzogs durch den König selbst vereitelt werden. Der König erstach ihn 1484. Die Gefolgsleute des Herzogs flohen entweder nach Kastilien oder fanden den Tod auf dem Schafott.
Mit diesen Maßnahmen waren nun die meisten Vertreter des Feudaladels entweder umgebracht worden oder konnten ins Exil fliehen. Weiterhin konnte der König somit seinen Besitz beachtlich vergrößern und seine Macht im Reich etablieren.

### Innenpolitik
Johanns Politik bestand nicht darin Unterstützung bei Volk zu erlangen, sondern es war ihm vor allem daran gelegen diese vom niedrigen Adel zu bekommen. In die höheren Ämter, welche vorher nur dem Hochadel zustanden, setzte er zahlreiche  öffentliche Beamte und Rechtsgelehrte ein.
Die Regierungszeit Johanns II. markierte durch die Entwicklung hin zu einem zentralistischen, auf die Königsmacht ausgerichteten absolutistischen Staat einen Meilenstein in der Geschichte Portugals. Während seiner ganzen Regierungszeit berief der König die Cortes, das portugiesische Adelsparlament, nur viermal ein und regierte ansonsten unabhängig.
Ein ernstes Problem stellte 1492 die Vertreibung der Juden aus Aragón und Kastilien (Alhambra-Edikt) dar. Für viele Juden aus Spanien galt Portugal als fortschrittliches und friedliches Nachbarland, in welchem jahrelang keine Juden mehr verfolgt wurden. Um nach Portugal reisen zu können, boten sie dem König Johann II. sogar eine riesige Geldsumme an. Der König war nun in einer Zwickmühle: Durch das Einwandern mehrerer Hunderttausend Juden würde es zu erheblichen ethnischen, religiösen, sozialen und wirtschaftlichen Problemen kommen. Auf der anderen Seite war das hohe Geldangebot sehr verlockend. Der König brauchte einen Kompromiss: Er erlaubte den Juden für 8 Monate in Portugal zu bleiben, er verlangte aber pro Kopf 8 cruzados. Dadurch kamen 50.000 Juden nach Portugal, unter denen die meisten das Land nach der vereinbarten Frist wieder verließen. Auf diejenigen, die nach der Frist immer noch in Portugal blieben, wartete das Gefängnis. Dennoch gab es für 600 Familien die Möglichkeit, eine unbefristete Aufenthaltsgenehmigung zu erlangen. Da sich dies aber nur die mächtigsten und reichsten Juden leisten konnten, waren Probleme vorprogrammiert, so dass eine friedliche Koexistenz mit den Christen immer mehr aus dem Gleichgewicht geriet und infolgedessen Johanns Nachfolger mit Gewalt reagieren mussten.

### Neue Nachfolge
Da der rechtmäßige Nachfolger Alfons durch einen Reitunfall gestorben war, musste ein neuer Thronerbe gefunden werden. Die Wahl lag bei Manuel, dem jüngsten Bruder der Königin. Für einen positiven Ausgang dieser Frage mussten die verbannten Adelshäuser rehabilitiert werden. Obwohl nun wieder die Adelshäuser in Portugal Fuß fassen konnten, gab es eines, was die Könige nun niemals wieder verlieren konnten – ihr Ansehen und ihre Autorität.

### Außenpolitik

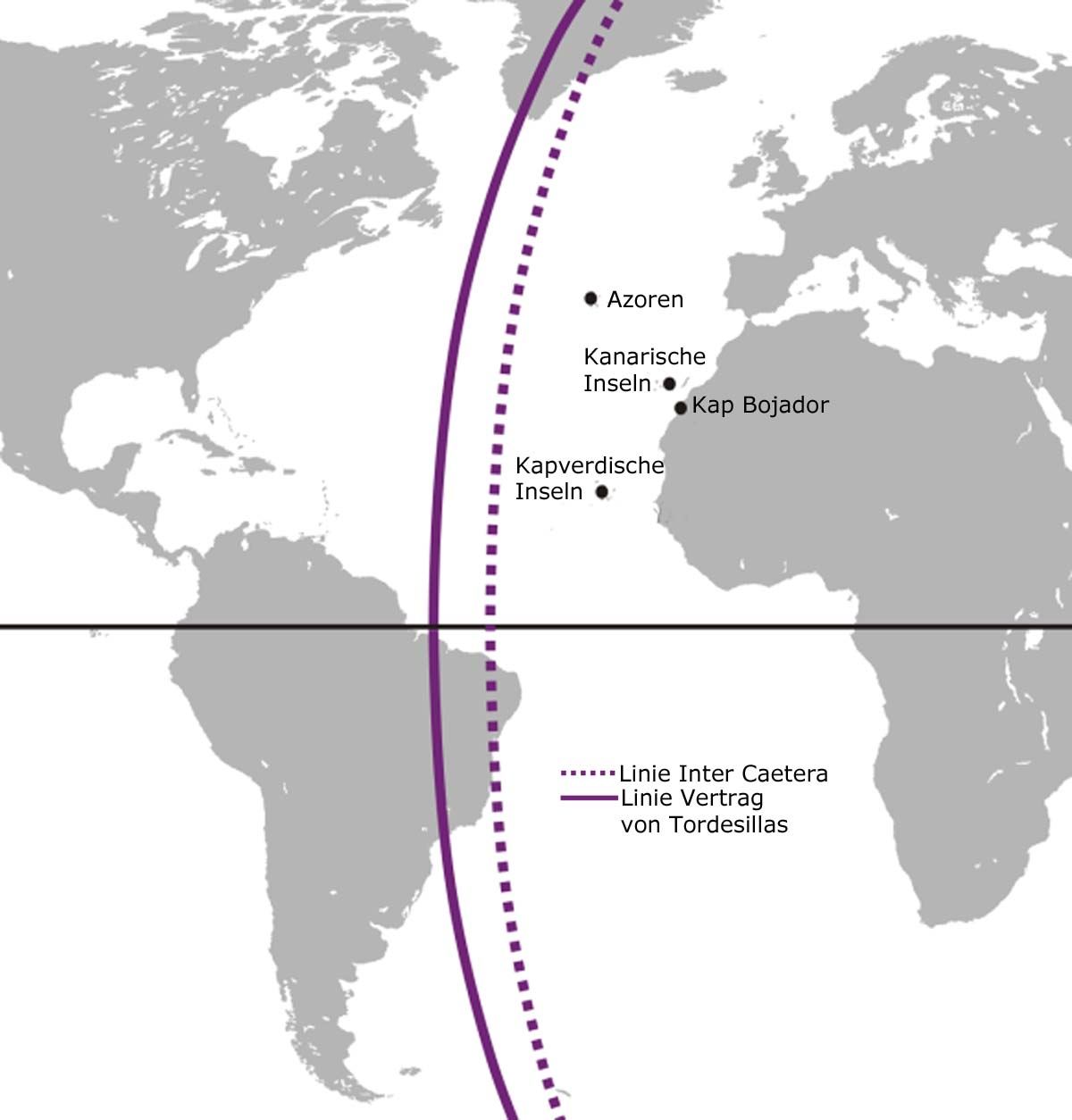
Aufteilung der nichtchristlichen Welt, Vertrag von Tordesillas 1494

Außenpolitisch setzte der König den Entdeckungs- und Expansionskurs fort. 1482 wurde die Festung São Jorge da Mina (Elmina) an der Goldküste (heute Ghana) gegründet und damit das Gold des Sudans gewonnen. Die Einkünfte der Krone verdoppelten sich auf einen Schlag. Diogo Cão führte eine Expedition in den Kongo durch. Bartolomeu Diaz umrundete 1488 das Kap der Guten Hoffnung – ein entscheidender Schritt bei der Erschließung des Seewegs nach Indien und damit des Zugangs zum Indienhandel. 1494 wurde unter Vermittlung Papst Alexanders VI. mit Spanien der Vertrag von Tordesillas geschlossen, der die Welt entlang einer gedachten Linie etwa 480 Kilometer westlich der Kapverdischen Inseln zwischen beiden Seemächten aufteilte. Spanien wurde alles in Amerika noch zu entdeckende Land zugesprochen, Portugal dagegen Afrika und Asien. Weil man die Linie in Unkenntnis der Küstenlinie der Neuen Welt vereinbart hatte, gehörte auch die Ostspitze Südamerikas in den Herrschaftsbereich König Johanns; So wurde das spätere Brasilien portugiesisch.
Die Regentschaft von Johann II. war aber auch eine Zeit der verpassten Chancen für Portugal. Durch die Eheschließung seines Sohnes und Thronfolgers Alfons mit Isabella, Tochter der Katholischen Könige Spaniens, bestand die Aussicht auf ein iberisches Großreich unter portugiesischer Führung. Der Tod des Thronfolgers 1491 verhinderte jedoch diese Pläne. Auch war Johann II. der portugiesische König, der Christoph Kolumbus seine Hilfe bei der Suche nach dem Westweg nach Indien verweigerte, die dieser dann von den Königen Spaniens erhielt. Ebenso wurde Ferdinand Magellan, der am Hofe des Königs als Page angestellt war, entlassen und verweigert daraufhin dem Nachfolger von Johann II. seine Reise unter portugiesischer Krone.

### Letzte Jahre
Gegen Ende seiner Regierungszeit kam es zum Zerwürfnis mit der Königin, da Johann II. nach dem Tod des Thronfolgers ohne legitime männliche Nachkommen war und deshalb seinen Lieblingssohn aus einer illegitimen Verbindung, Georg de Lancastre (1481–1550), zum Nachfolger bestimmen wollte. Testamentarisch bestimmte er dann jedoch den nächsten lebenden männlichen Angehörigen des Hauses Avis zu seinem Nachfolger, Emanuel, einen Bruder seiner Frau und Enkel des Königs Eduard I.
Die Grabstätte König Johanns II. befindet sich im Komplex der Königlichen Grabkapellen im Kloster von Batalha.

## Familie

Wappen der portugiesischen Könige von Johann II. bis Manuel II.

Johann II. war seit 1471 verheiratet mit Eleonore von Portugal (* 2. Mai 1458; † 1525). Mit ihr hatte er zwei Kinder:
- Alfons, Thronfolger (* 18. Mai 1475; starb vor seinem Vater, † 13. Juli 1491), ⚭ 1490 Isabella von Aragón und Kastilien (* 2. Oktober 1470; † 23. August 1498), Tochter der Katholischen Könige Ferdinand II. von Aragonien und Isabella von Kastilien
- Johann (* 1483; † 1483)

Außerdem hatte er mit Anna de Mendoça einen nichtehelichen Sohn:
- Georg von Lancastre, 3. Herzog von Coimbra (* 1481; † 1550)

und eine nichteheliche Tochter mit Brites Anes, a Boa Dona:
- Brites Anes de Santarém (* 1485)